# Spoiler (álbum)
Spoiler es el álbum de estudio debut de la cantante española Aitana. El álbum se estrenó a través de Universal Music España el 7 de junio de 2019. Contiene quince temas, cinco de los cuales son los que se incluyen en su proyecto musical anterior, su debut EP Tráiler (2018), excepto el remix de su primer sencillo «Teléfono», que cuenta con Lele Pons. Solo hay una colaboración en el álbum que es con Lola Índigo, quien participó en el mismo concurso de televisión donde comenzó la carrera musical de Aitana. Una reedición que presenta cinco pistas acústicas y un documental de gira, Spoiler: Re-Play, se estrenó en tiendas físicas el 20 de diciembre de 2019.

## Antecedentes
Aitana anunció en octubre de 2018 que lanzaría un par de álbumes EP durante todo el año. Ella comento que: «el intervalo entre los dos EP será un poco más de dos o tres meses porque creo que hoy devoramos más de lo que consumimos y, por esta razón, me gusta la idea de hacer todo poco poco. A finales de noviembre saldrá la primera parte». En noviembre de 2018 , se lanzó la primera parte de este álbum de estudio de dos partes, Tráiler (2018). Alcanzó el primer lugar las listas de España.
En marzo de 2019, la cantante anunció que se embarcaría en una íntima gira de conciertos promocionales el mes siguiente. En la primera parada de la gira, en Barcelona, la cantante reveló que había cambiado de opinión un poco. Ahora, no estaba programada para lanzar otro EP de 6 pistas, sino un álbum completo. Anunció el nombre del álbum, Spoiler, y completó la trilogía de Tráiler, Spoiler y su respectiva gira.
La portada del álbum y la fecha de lanzamiento se revelaron a través de las redes sociales de Aitana el 22 de mayo de 2019. La lista de canciones se reveló dos días después.

## Promoción

### Sencillos
«Nada sale mal» se anunció como el primer sencillo del álbum el 10 de mayo de 2019 a través de las redes sociales de la cantante. Se estrenó días después del anuncio. El tema recibió críticas positivas por tener un sonido diferente al de sus sencillos anteriores. Es una canción pop que incluye una base musical generalmente utilizada en trap.  
«Con la miel en los labios» se estrenó en plataformas digitales el 31 de mayo de 2019 como el segundo sencillo  del álbum. La canción es una balada latina que incluye un piano y la voz de la cantante sin casi ningún ajuste de voz.
En junio de 2019 se anunció que la tercera canción del álbum «Me quedo», que presenta a Lola Índigo, se estrenará como tercer sencillo oficial. Tanto Aitana como Índigo formaron parte de la novena serie del concurso de televisión español Operación Triunfo. Sus dos carreras musicales comenzaron después de que abandonaron el espectáculo. La canción fue producida por Alizzz y El Guincho.

### Gira musical
Aitana se embarcó en su gira debut Play Tour el 22 de junio de 2019. El primer concierto se celebró en Murcia y atrajo a más de 4.500 personas. Visitó plazas de toros, parques, anfiteatros y arenas. El 7 de febrero de 2020, la cantante anunció una extensión llamada "+ Play Tour", que incluirá nuevas canciones en la lista de canciones y un nuevo programa estético.

## Listado de canciones
| Spoiler |                              |                                                                                     |                          |          |  |
| N.º     | Título                       | Escritor(es)                                                                        | Productor(s)             | Duración |  |
| 1.      | «Nada sale mal»              | Aitana Ocaña, Andy Clay, Luis Salazar y Mario Osorio                                | Clay y Salazar           | 3:09     |  |
| 2.      | «Teléfono»                   | Ocaña, Andrés Torres y Mauricio Rengifo                                             | Torres y Rengifo         | 2:43     |  |
| 3.      | «Me quedo» (con Lola Índigo) | Ocaña, Cristian Quirante, Felipe González, Leticia Sala, Miriam Doblas y Pablo Diaz | Alizzz y El Guincho      | 2:54     |  |
| 4.      | «Vas a quedarte»             | Ocaña, Juan Pablo Isaza y Juan Pablo Villamil                                       | Isaza                    | 3:46     |  |
| 5.      | «Las Vegas»                  | Ocaña, Chris Zadley, González, Germán Duque y Santiago Deluchi                      | Mango, Nabález y Deluchi | 3:20     |  |
| 6.      | «Con la miel en los labios»  | Ocaña, David Oriza, David Santisteban y Kai Etxaniz                                 | Deluchi                  | 3:22     |  |
| 7.      | «Perdimos la razón»          | Ocaña, Zadley, González, Duque y Molano                                             | Mango y Nabález          | 2:57     |  |
| 8.      | «Mejor que tú»               | Eva Ruiz, González, Duque, Molano y Pedro Malaver                                   | Mango y Nabález          | 3:12     |  |
| 9.      | «Stupid»                     | August Vinberg, Grace Tither, Jaramaye Daniels, Jeremy Dussolliett y Par Almqvist   | Total Ape                | 2:55     |  |
| 10.     | «Hold»                       | Ocaña, Kozze, Rob Russell y Sam Hanson                                              | Hanson                   | 2:21     |  |
| 11.     | «Cristal»                    | Ocaña, Enrique Saiz González, Guillermo Galván y Miguel Barros                      | Pional                   | 3:37     |  |
| 12.     | «Popcorn»                    | Ocaña, Jovany Javier y Tat Tong                                                     | The Swaggernautz         | 2:38     |  |
| 13.     | «El trece»                   | Ocaña, David Santiesteban, Mandy Santos y Riki Rivera                               | Santiago Deluchi         | 3:44     |  |
| 14.     | «Barro y hielo»              | Ocaña, Galván y Barros                                                              | Pional                   | 2:53     |  |

## Posicionamiento en listas
| Listas (2019)       | Mejor posición |
| ------------------- | -------------- |
| España (PROMUSICAE) | 1              |

## Certificaciones
| País (organismo certificador) | Certificación | Unidades certificadas |
| ----------------------------- | ------------- | --------------------- |
| España (PROMUSICAE)           | Platino       | 40 000                |